# Ophiolepis
Ophiolepis is een geslacht van slangsterren uit de familie Ophiolepididae.

## Soorten
- Ophiolepis affinis Studer, 1882
- Ophiolepis ailsae Hendler & Turner, 1987
- † Ophiolepis balatonica Detre & Mihaly, 1987
- † Ophiolepis bertrandi Lanquine, 1916
- Ophiolepis biscalata McKnight, 2003
- Ophiolepis cardioplax Murakami, 1943
- Ophiolepis crassa Nielsen, 1932
- Ophiolepis elegans Lütken, 1859
- † Ophiolepis eocaenus (Leriche, 1931)
- † Ophiolepis falsa Jagt, 2001
- Ophiolepis fulva H.L. Clark, 1940
- Ophiolepis gemma Hendler & Turner, 1987
- † Ophiolepis gracilis Allman, 1863
- † Ophiolepis granulata Kutscher & Jagt, 2000
- Ophiolepis grisea H.L. Clark, 1940
- Ophiolepis impressa Lütken, 1859
- Ophiolepis irregularis Brock, 1888
- Ophiolepis kieri Hendler, 1979
- † Ophiolepis linea Kutscher & Jagt, 2000
- Ophiolepis nodosa Duncan, 1887
- Ophiolepis pacifica Lütken, 1856
- Ophiolepis paucispina (Say, 1825)
- Ophiolepis pawsoni Hendler, 1988
- Ophiolepis plateia Ziesenhenne, 1940
- † Ophiolepis pulchra (Valette, 1915)
- † Ophiolepis raincsaki Detre, 1983
- Ophiolepis rugosa Koehler, 1898
- † Ophiolepis shanxiensis Yang, Yin & Lin, 1979
- Ophiolepis superba H.L. Clark, 1915
- † Ophiolepis ulmensis Boehm, 1889
- Ophiolepis unicolor H.L. Clark, 1938
- Ophiolepis variegata Lütken, 1856